# Младен Калеев
Младен Георгиев Калеев е български граничар, загинал в престрелка с бандитска група в района на село Черничево, община Крумовград, при изпълнение на служебния си дълг по охрана и отбрана на държавната граница на Народна република България.

## Биография
Лейтенант Младен Калеев е роден в с. Рогозен, Оряховско. Преди 9 септември 1944 г. е бил партизанин. Впоследствие започва работа в Граничните войски и след обиколка по различни застави е назначен за командир на гранична застава край село Черничево. Има 1 дъщеря.
На 21 август 1952 г. в сражение с бандитска група, опитваща се да проникне от гръцка територия в България, е убит командирът на заставата лейтенант Младен Калеев и войникът от същата застава редник Илия Стойков Русев, родом от село Крум, Хасковско. Цялата диверсантска група е унищожена.
Тялото му е транспортирано за погребение в родното село Рогозен. Посмъртно е повишен в звание старши лейтенант. Удостоен е с почетното звание „Герой на Гранични войски“
Повече от половин век, оттогава и до днес, местният традиционен събор на село Черничево се провежда в седмицата около датата на смъртта на Калеев и Русев. Местността, в която са убити, е наречена „Калеев гроб“, а в близост е издигнат паметник на двамата граничари.